# 悪魔のワルツ
『悪魔のワルツ』（あくまのワルツ、原題：The Mephisto Waltz）は、1971年4月9日にアメリカ合衆国より公開されたホラー映画作品。ポール・ウェンドコス監督、ジャクリーン・ビセット、アラン・アルダほか共演。フレッド・マスタード・スチュワートによる同名の小説を映画化しており、悪魔崇拝主義者たちの恐怖を描いた作品。
日本では1972年8月5日より劇場公開。2008年3月19日に20世紀フォックス・ホーム・エンターテイメント・ジャパンよりDVD（FXBCC-1200）が発売されている。映像特典はオリジナル劇場予告編。現存する1977年1月24日TBS「月曜ロードショー」テレビ初回放送版の日本語吹替音声計約92分収録。

## ストーリー
マイルズとポーラのクラークソン夫妻は、名ピアニスト・ダンカンとその娘ロクサーヌに出会う。ダンカンは、理想的なピアニストの手を持つ者が現れたとして、その手の持ち主であるマイルズに執着心を見せる。ダンカンの執着心に恐怖を抱いたポーラは、その後ダンカンが老衰で亡くなったと聞いて安堵する。だがダンカンの死後、マイルズは何かに取りつかれたかのように、ピアノの猛練習を始める。ラフマニノフの曲が弾けないことを悩み抜いたダンカンが、悪魔に魂を売って、マイルズを利用したのだった。

## キャスト
| 役名                           | 俳優                         | 日本語吹替 |
| ------------------------------ | ---------------------------- | ---------- |
| マイルズ・クラークソン         | アラン・アルダ               | 富山敬     |
| ポーラ・クラークソン           | ジャクリーン・ビセット       | 武藤礼子   |
| ロクサーヌ・デランシー         | バーバラ・パーキンス         |            |
| ダンカン・モーブリー・イーライ | クルト・ユルゲンス           | 大木民夫   |
| ビル・デランシー               | ブラッドフォード・ディルマン | 納谷六朗   |
| ロジャー・ウェスト医師         | ウィリアム・ウィンダム       | 千葉耕市   |
| マギー・ウェスト               | キャスリーン・ウィドーズ     | 京田尚子   |
| アビー・クラークソン           | パメリン・ファーディン       |            |

## スタッフ
- 監督：ポール・ウェンドコス
- 製作：クイン・マーティン
- 原作：フレッド・M・スチュワート『悪魔のワルツ』（角川ホラー文庫）
- 脚本：ベン・マドー
- 撮影：ウィリアム・W・スペンサー
- 音楽：ジェリー・ゴールドスミス
- 日本語字幕翻訳：清水俊二
- 日本語吹替翻訳：進藤光太